# Église de Mégrine-Lescure
L'église de Mégrine-Lescure, située dans la ville de Mégrine en Tunisie, est une église catholique construite en 1957. Elle est la seule église construite après l'indépendance du pays en 1956. Cédée au gouvernement tunisien en 1964, elle connaît par la suite plusieurs affectations allant de l'école coranique au jardin d'enfants.

## Historique de l'église
L'expansion de la banlieue sud de Tunis est à l'origine de la création de nouvelles paroisses et de la venue des prêtres qui doivent les desservir. Lors d'un voyage à Rome en 1934, l'archevêque de Carthage, Monseigneur Alexis Lemaître, sollicite la venue de religieux auprès du supérieur général des Assomptionnistes. Il  s'agit d'animer une nouvelle paroisse, Mégrine, qui vient de se créer et d'y construire une église.
La demande est acceptée et les pères Tite Giraudo et Eusèbe Lavigne débarquent à Tunis en novembre 1934. Pour des raisons administratives, ils doivent d'abord s'installer dans la paroisse de Tunis-Bellevue, dépourvue de prêtre depuis le départ de son titulaire, tout en s'occupant de l'administration de la paroisse de Mégrine et de la construction de son lieu de culte.
L'église de Mégrine-Coteaux est inaugurée en 1936 mais la construction en 1929 de la Cité Lescure attire de nombreux ouvriers attirés par ces habitations à bon marché initialement prévues pour les travailleurs saisonniers. Cette extension urbaine entraîne la création d'une nouvelle paroisse, Mégrine-Lescure. Mais, en l'absence d'église, le culte ne peut être célébré que dans un étroit local.
Un nouveau prêtre assomptionniste, le père Onésime Piton arrive en 1936 pour s'en occuper et assurer également l'enseignement catholique auprès des enfants. Il est relayé deux ans plus tard par le père Jean-Augustin Gabel puis par le père Gaston Ferraris.
Les deux paroisses sont réunies en 1948 bien que la présence d'un millier de chrétiens à Mégrine-Lescure nécessite la création d'un lieu de culte permanent. Toutefois, il faut attendre l'arrivée du père Alpin Allemand en 1950 pour que le projet de construction d'une église dans le quartier Lescure puisse enfin être réalisé.
L'église de Mégrine-Lescure est inaugurée en 1957, mais il est trop tard car la quasi-totalité de la population chrétienne de Mégrine quitte la Tunisie après l'indépendance en 1956. Les événements qui se succèdent dans les années qui suivent, notamment la crise de Bizerte en 1961 puis la nationalisation des propriétés européennes le 12 mai 1964, provoquent le départ de ceux qui étaient restés.
L'église est finalement fermée à l'occasion du modus vivendi signé entre le gouvernement tunisien et le Vatican le 10 juillet 1964. Comme 107 autres lieux de culte, le bâtiment est cédé gratuitement avec l'assurance qu'il ne sera « utilisé qu'à des fins d'intérêt public compatibles avec son ancienne destination ».
Elle a connu depuis cette date plusieurs affectations allant de l'école coranique au jardin d'enfants.

## Curés de la paroisse de Mégrine-Lescure
- Père Onésime Piton (1936-1939)[6] ;
- Père Jean-Augustin Gabel (1940-1942)[7] ;
- Père Gaston Ferraris (1947-1950)[8] ;
- Père Alpin Allemand (1950-1961)[9].

## Architecture
L'église est construite dans le style moderne des années 1950, et se caractérise par son fronton en briques.

## Articles liés
- Église Sainte-Thérèse-de-l'Enfant-Jésus de Mégrine-Coteaux